# HC TWK Innsbruck
HC TWK Innsbruck (celým názvem: HC Tiroler Wasserkraft Innsbruck – Die Haie) je rakouský klub ledního hokeje, který sídlí v Innsbrucku ve spolkové zemi Tyrolsko. Založen byl v roce 1994 jako nástupce zaniklého týmu Innsbrucker EV. Hrával tradičně v nejvyšší rakouské hokejové soutěži, v roce 2009 však tuto soutěž z finančních důvodů opustil a působil ve druhé nejvyšší lize (Nationalliga). V sezóně 2011/12 tuto soutěž opanoval a od další sezóny 2012/13 začal hrát opět nejvyšší soutěž. Klubové barvy jsou červená a černá.
Své domácí zápasy odehrává v Tiroler Wasserkraft Areně Innsbruck s kapacitou 3 130 diváků.

## Přehled ligové účasti
Zdroj:
- 1995–1996: Eishockey-Oberliga (3. ligová úroveň v Rakousku)
- 1996–1997: Eishockey-Nationalliga (2. ligová úroveň v Rakousku)
- 1997–2000: Eishockey-Oberliga (3. ligová úroveň v Rakousku)
- 2000–2004: Österreichische Eishockey-Liga (1. ligová úroveň v Rakousku)
- 2004–2006: EBEL (1. ligová úroveň v Rakousku)
- 2006–2009: EBEL (1. ligová úroveň v Rakousku / mezinárodní soutěž)
- 2009–2012: Eishockey-Nationalliga (2. ligová úroveň v Rakousku)
- 2012– : EBEL (1. ligová úroveň v Rakousku / mezinárodní soutěž)

| Rakousko (2003 – ) |                             |                  |                                                                                               |                                                                                               |                                                                                               |
| Sezóny             | Soutěž                      | ZČ               | Play-off, nadstavba, sk. o udržení...                                                         | Poznámky                                                                                      |                                                                                               |
| 2003/04            | EBEL                        | 7. místo         | Ne                                                                                            |                                                                                               |                                                                                               |
| 2004/05            | EBEL                        | Bronzová medaile | Semifinále Prohra s EC KAC 2 : 4                                                              |                                                                                               |                                                                                               |
| 2005/06            | EBEL                        | Bronzová medaile | Semifinále Prohra s EC VSV 3 : 4                                                              |                                                                                               |                                                                                               |
| 2006/07            | EBEL                        | 6. místo         | Ne                                                                                            |                                                                                               |                                                                                               |
| 2007/08            | EBEL                        | 7. místo         | Čtvrtfinále Prohra s Vienna Capitals 0 : 3                                                    |                                                                                               |                                                                                               |
| 2008/09            | EBEL                        | 7. místo         | Čtvrtfinále Prohra s EC KAC 2 : 4                                                             |                                                                                               |                                                                                               |
| 2009/10            | 2. ligová úroveň v Rakousku |                  |                                                                                               |                                                                                               |                                                                                               |
| 2010/11            | 2. ligová úroveň v Rakousku |                  |                                                                                               |                                                                                               |                                                                                               |
| 2011/12            | 2. ligová úroveň v Rakousku |                  |                                                                                               |                                                                                               |                                                                                               |
| 2012/13            | EBEL                        | 12. místo        | Ne                                                                                            |                                                                                               |                                                                                               |
| 2013/14            | EBEL                        | 11. místo        | Ne                                                                                            |                                                                                               |                                                                                               |
| 2014/15            | EBEL                        | 11. místo        | Ne                                                                                            |                                                                                               |                                                                                               |
| 2015/16            | EBEL                        | 11. místo        | Ne                                                                                            |                                                                                               |                                                                                               |
| 2016/17            | EBEL                        | 5. místo         | Čtvrtfinále Prohra s Vienna Capitals 0 : 4                                                    |                                                                                               |                                                                                               |
| 2017/18            | EBEL                        | 5. místo         | Čtvrtfinále Prohra s Vienna Capitals 2 : 4                                                    |                                                                                               |                                                                                               |
| 2018/19            | EBEL                        | 5. místo         | Ne                                                                                            |                                                                                               |                                                                                               |
| 2019/20            | ICE Hockey League           | 10. místo        | Ročník zrušen po odehrání základní části a nadstavby z důvodu epidemie koronaviru SARS-CoV-2. | Ročník zrušen po odehrání základní části a nadstavby z důvodu epidemie koronaviru SARS-CoV-2. | Ročník zrušen po odehrání základní části a nadstavby z důvodu epidemie koronaviru SARS-CoV-2. |
| 2020/21            | ICE Hockey League           | 9. místo         | Ne                                                                                            |                                                                                               |                                                                                               |
| 2021/22            | ICE Hockey League           | 11. místo        | Ne                                                                                            |                                                                                               |                                                                                               |
| 2022/23            | ICE Hockey League           |                  |                                                                                               |                                                                                               |                                                                                               |